# Makkabi Grodno
Makkabi Grodno (hebr.: מועדון הכדורגל מכבי גראָדנע, Moadon HaKaduregel Maccabi Grodne) – żydowski klub piłkarski z siedzibą w Grodnie. Rozwiązany w 1939 roku.

## Historia
Chronologia nazw:
- 192?-1923: Makkabi
- 1924-1926: Hasmonea
- 1926-1939: Makkabi

Piłkarska drużyna Makkabi została założona w Grodnie w latach 20. XX wieku. W latach 1929–1939 występowała w rozgrywkach polskiej klasy A Białostockiego Okręgu. Makkabi rozgrywało swoje mecze na stadionie miejskim przy ul. Sobieskiego 3.
Na początku lat 20. z powodu niechęci władz polskich i zakazu działalności drużyna Makkabi przez rok 1924 występowała pod nazwą Hasmonea. Po roku sytuacja wróciła do normy i od 1925 nieprzerwanie do 1939 Makkabi uczestniczyło w rozgrywkach piłkarskich województwa białostockiego.
W roku 1938 pojawiła się sekcja koszykówki.
Klub został rozwiązany w 1939 r. po rozpoczęciu okupacji sowieckiej.

## Sukcesy
Makkabi występowała we wszystkich sezonach (11) A-klasy Białostockiego OZPN-u. Wyczyn ten udał się tylko lokalnemu rywalowi – drużynie WKS-u.

## Sezony
| Poziomy rozgrywkowe | Poziomy rozgrywkowe | Poziomy rozgrywkowe | Poziomy rozgrywkowe | Poziomy rozgrywkowe | Sezony, opis | Sezony, opis    | Sezony, opis | Sezony, opis | Sezony, opis | Sezony, opis | Sezony, opis           | Sezony, opis | Sezony, opis     |
| I                   | II                  | III                 | IV                  | V                   | Sezon        | Liga            | Poz.         | Pkt.         | Bramki       | Z/R/P        | Uwagi                  | Nazwa        | ZPN              |
| ------------------- | ------------------- | ------------------- | ------------------- | ------------------- | ------------ | --------------- | ------------ | ------------ | ------------ | ------------ | ---------------------- | ------------ | ---------------- |
| MP                  | A                   | B                   | C                   |                     | 1923         |                 |              |              |              |              |                        | Makabi       |                  |
| MP                  | A                   | B                   | C                   |                     | 1924         | Klasa C         | 1            | b.d.         | b.d.         | b.d.         |                        | Hasmonea     | Wileński OZPN    |
| MP                  | A                   | B                   | C                   |                     | 1925         |                 |              |              |              |              | Przerwa w rozgrywkach. |              |                  |
| MP                  | A                   | B                   | C                   |                     | 1926         | Klasa B         | 5            | b.d.         | b.d.         | b.d.         |                        | Hasmonea     | Wileński OZPN    |
| L                   | A                   | B                   | C                   |                     | 1927         | Klasa B         | 1            | b.d.         | b.d.         | b.d.         |                        | Makabi       | Wileński OZPN    |
| L                   | A                   | B                   | C                   |                     | 1928         | Klasa B         | 2            | b.d.         | b.d.         | b.d.         |                        | Makabi       | Warszawski OZPN  |
| L                   | A                   | B                   | C                   |                     | 1929         | Klasa A         | 4            | 8            | 17-19        | 3/2/5        |                        | Makabi       | Białostocki OZPN |
| L                   | A                   | B                   | C                   |                     | 1930         | Klasa A         | 4            | b.d.         | b.d.         | b.d.         |                        | Makabi       | Białostocki OZPN |
| L                   | A                   | B                   | C                   |                     | 1931         | Klasa A         | 5            | 16           | 36-34        | 8/0/6        |                        | Makabi       | Białostocki OZPN |
| L                   | A                   | B                   | C                   |                     | 1932         | Klasa A         | 3            | 15           | 23-20        | 6/3/5        |                        | Makabi       | Białostocki OZPN |
| L                   | A                   | B                   | C                   |                     | 1933         | Klasa A (gr.I)  | 3            | 4            | 5-10         | 2/0/4        | [ 4 ]                  | Makabi       | Białostocki OZPN |
| L                   | A                   | B                   |                     |                     | 1934         | Klasa A (gr.II) | 2            | 9            | 18-8         | 4/1/1        | [ 4 ]                  | Makabi       | Białostocki OZPN |
| L                   | A                   | B                   |                     |                     | 1935         | Klasa A (gr.II) | 2            | b.d.         | b.d.         | b.d.         | [ 4 ]                  | Makabi       | Białostocki OZPN |
| L                   | A                   | B                   |                     |                     | 1936         | Klasa A (gr.II) | 2            | b.d.         | b.d.         | b.d.         | [ 5 ]                  | Makabi       | Białostocki OZPN |
| L                   | A                   | B                   |                     |                     | 1936/1937    | Klasa A         | 3            | 10*          | 26-25        | 4/2/4        | Brak wyników 4 meczów. | Makabi       | Białostocki OZPN |
| L                   | A                   | B                   |                     |                     | 1937/1938    | Klasa A         | 2            | 16           | 26-19        | 7/2/3        |                        | Makabi       | Białostocki OZPN |
| L                   | A                   | B                   |                     |                     | 1938/1939    | Klasa A         | 5*           | 3            | 7-23         | 1/1/5        | Brak wyników 3 meczów. | Makabi       | Białostocki OZPN |